# Rosenheimer Tagblatt Wendelstein
Das Rosenheimer Tagblatt Wendelstein war eine von 1871 bis 1937 und von 1949 bis 1951 in Rosenheim erscheinende Zeitung. Sie galt bis in die 1930er Jahre als eine der wichtigsten katholisch-patriotischen Zeitungen in Oberbayern mit einer Vollredaktion.

## Geschichte

### Die Anfänge
Nach dem Unfehlbarkeitsdogma, das Papst Pius IX. 1870 verkündet hatte, verstärkten sich die Spannungen zwischen den Anhängern der nationalliberalen und der konservativen Gesinnung. In der Gewerbe- und Handelsstadt Rosenheim gewann der Liberalismus deutlich mehr Zuspruch als auf dem Land. Katholisch-konservative Kreise betrieben 1871 die Gründung des Blattes Der Wendelstein als zweiter Zeitung für die Stadt und den Amtsbezirk Rosenheim neben dem seit 1855 bestehenden Rosenheimer Anzeiger.
Die Zeitung Der Wendelstein mit dem Untertitel „Katholisches Volksblatt für das bayerische Oberland“ erschien erstmals im Juli 1871. Eine Probeausgabe warb für das Abonnement der neuen Zeitung: „Um den hohen, prächtigen Wendelstein herum wohnt ein treues, muthiges, kräftiges, gut katholisches und gut bayerisches Volk. Das mag, wenn es ein Zeitungsblatt zur Hand nimmt, nicht den Staub der liederlichen Aufklärung und des falschen Fortschritts schlucken, sondern mochte die reine, lautere Lehre hören und lesen. Darum hat es beschlossen, sich ein Zeitungsblatt zu schaffen, in welchem es die Sprache findet, die es selber redet, und die Gesinnungen, von denen es erfüllt ist.“
Die zunächst in München redigierte und gedruckte Zeitung wurde 1873 von dem Geistlichen Benno Gasteiger übernommen. Die Zeitung stand dem Patriotischen Bauernverein Tuntenhausen nahe. Mit dem Rosenheimer Anzeiger lieferte sich der Wendelstein erbitterte journalistische Gefechte.

### 1880 bis 1930
In den 1880er Jahren erreichte der Wendelstein die damals beachtliche Auflage von 4.500 Exemplaren. Nach Benno Gasteigers Tod 1881 übernahm dessen Neffe Georg Gasteiger Zeitung und Verlag. Er baute den Wendelstein zu einer Tageszeitung aus. 1900 wurde das neu erbaute, repräsentative Verlagshaus Rathausstraße 4 bezogen. 1901 änderte sich der Zeitungstitel von Der Wendelstein – Katholisches Volksblatt für das bayerische Oberland in das allgemeiner klingende Wendelstein – Rosenheimer Tagblatt. 

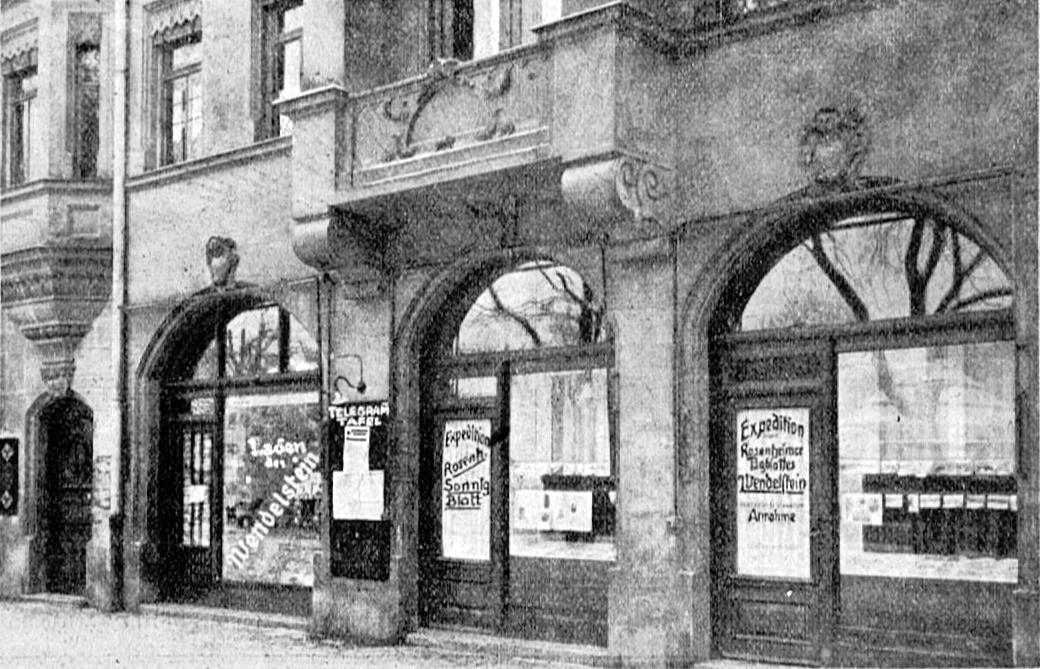
Wendelstein – Verlagshaus

Nach dem Tod des Verlegers Georg Gasteiger 1922 gründeten seine Erben zusammen mit dem bisherigen Redakteur Heinrich Bergmann 1926 die Firma Gasteiger & Bergmann. Verlag und Zeitung erlebten eine neue Blüte. Das Rosenheimer Tagblatt Wendelstein nannte sich selbstbewusst „Größte parteipolitische Tageszeitung des bayerischen Oberlandes“. Seit 1925 gab der Verlag die Illustrierte Sonntagszeitung sowie zwölf lokal ausgerichtete Kirchenzeitungsausgaben heraus. Die Gesamtauflage der Blätter des Verlages betrug 1932 immerhin 36.000.

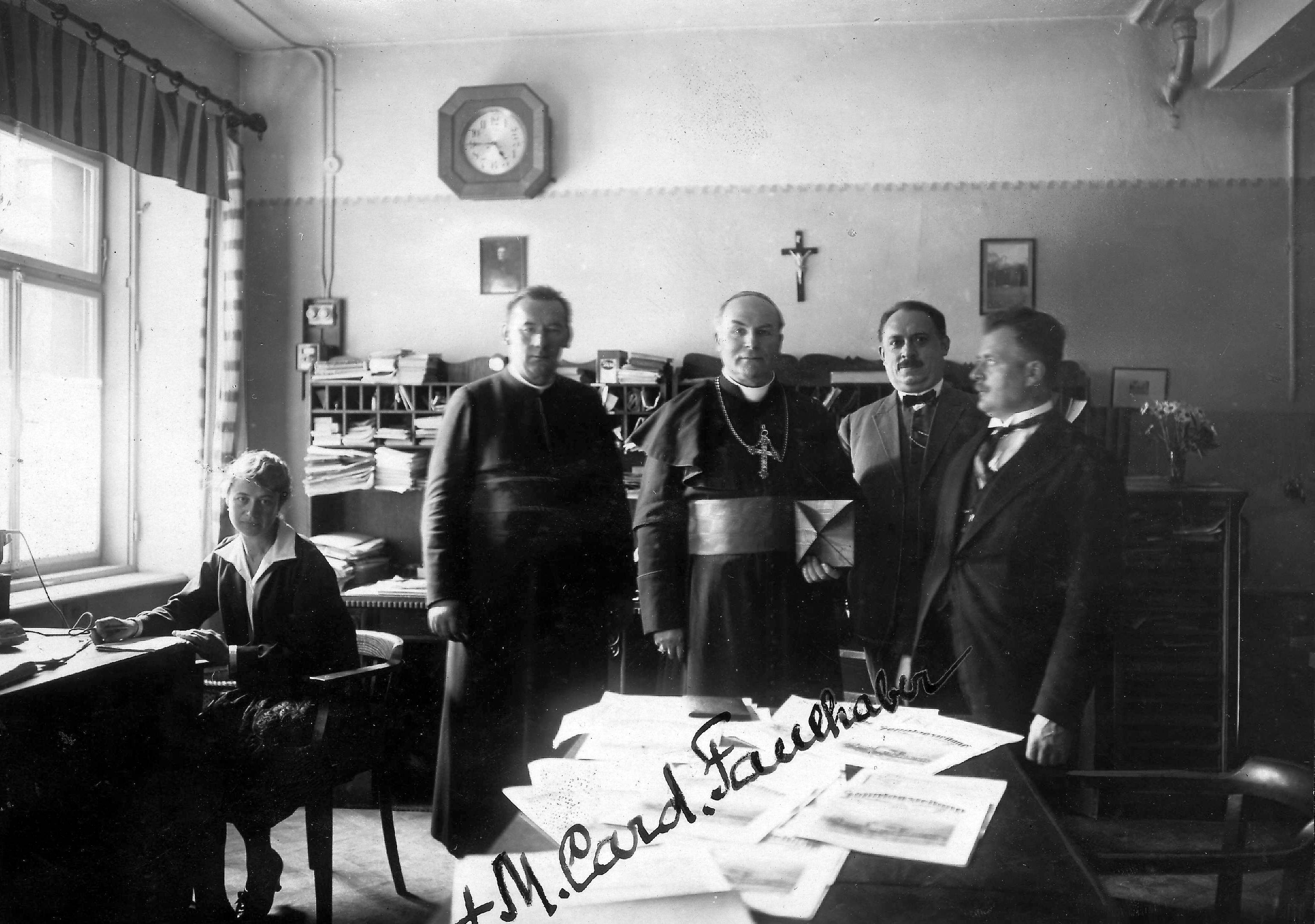
Wendelstein – Besuch Faulhaber

### 1930 bis 1945
Anfang der 1930er Jahre trat das Rosenheimer Tagblatt Wendelstein als publizistisches Bollwerk gegen den Nationalsozialismus auf. Vehement wandte sich Chefredakteur Heinrich Bergmann unter anderem gegen die Einschränkung der Meinungsfreiheit durch den „Maulkorberlass“ der Nationalsozialisten vom 4. Februar 1933. Die Haltung der Zeitung führte dazu, dass Bergmann am 2. April 1933 verhaftet wurde. Zwölf Tage später kam er – mit der Auflage, sich nicht mehr journalistisch zu betätigen – wieder frei. Am 9. Juli 1933 wurde er erneut verhaftet und bis November 1933 im KZ Dachau inhaftiert. Inzwischen strebten die Mitbesitzer des Verlags das Ausscheiden Bergmanns an. Ende 1933 wurde zudem über den unter anderem durch Boykott und Drangsalierungen in wirtschaftliche Schwierigkeiten geratenen Verlag das Konkursverfahren eröffnet. Im März 1934 verkaufte die Firma Gasteiger & Bergmann den Zeitungstitel Rosenheimer Tagblatt Wendelstein an das Münchner Verlagshaus Müller & Sohn. Damit wurde das Blatt dem Bayerischen Zeitungsblock angeschlossen. Trotz des Verkaufs der Tageszeitung befahl der Präsident der Reichspressekammer, Max Amann, dass Heinrich Bergmann zum 1. April 1934 nun vollständig aus dem verbliebenen Verlags- und Druckereiunternehmen ausscheiden müsse. Bergmann schied am 12. April 1934 aus. Nach dem Verkauf der Tageszeitung gingen Druckerei und Verlag in der neu gegründeten Firma J. Gasteiger auf. Prokurist der neuen Firma wurde Alfons Döser sen., der schon von 1927 bis 1932 im Verlag des Wendelstein beschäftigt gewesen war.
Im Januar 1935 wurde der Verlag unter dem Namen Oberbayerische Druckerei neu gegründet. 48 Prozent an dem Unternehmen hielten die Geschwister Gasteiger, 21 Prozent verschiedene Kirchenvertreter und 31 Prozent Alfons Döser sen., der zum Geschäftsführer bestellt wurde. Das Unternehmen konnte als Druckereibetrieb wirtschaftlich stabilisiert werden. Ein schwerer Rückschlag war jedoch das durch die Nationalsozialisten erzwungene Verbot der von der Oberbayerischen Druckerei herausgegebenen Sonntagzeitung 1939 und der Kirchenzeitung 1941.
Das 1934 an den Zeitungsblock verkaufte Rosenheimer Tagblatt Wendelstein bestand nur noch bis 1937. Am 15. Juni 1937 wurde das traditionsreiche Blatt eingestellt. Damit wurde der von den Nationalsozialisten gewünschten Pressekonzentration Rechnung getragen. Von den im Jahr 1933 in Bayern bestehenden Zeitungen war 1944 nur mehr ein Fünftel übrig.

### Wiedergründung nach dem Zweiten Weltkrieg und endgültige Einstellung

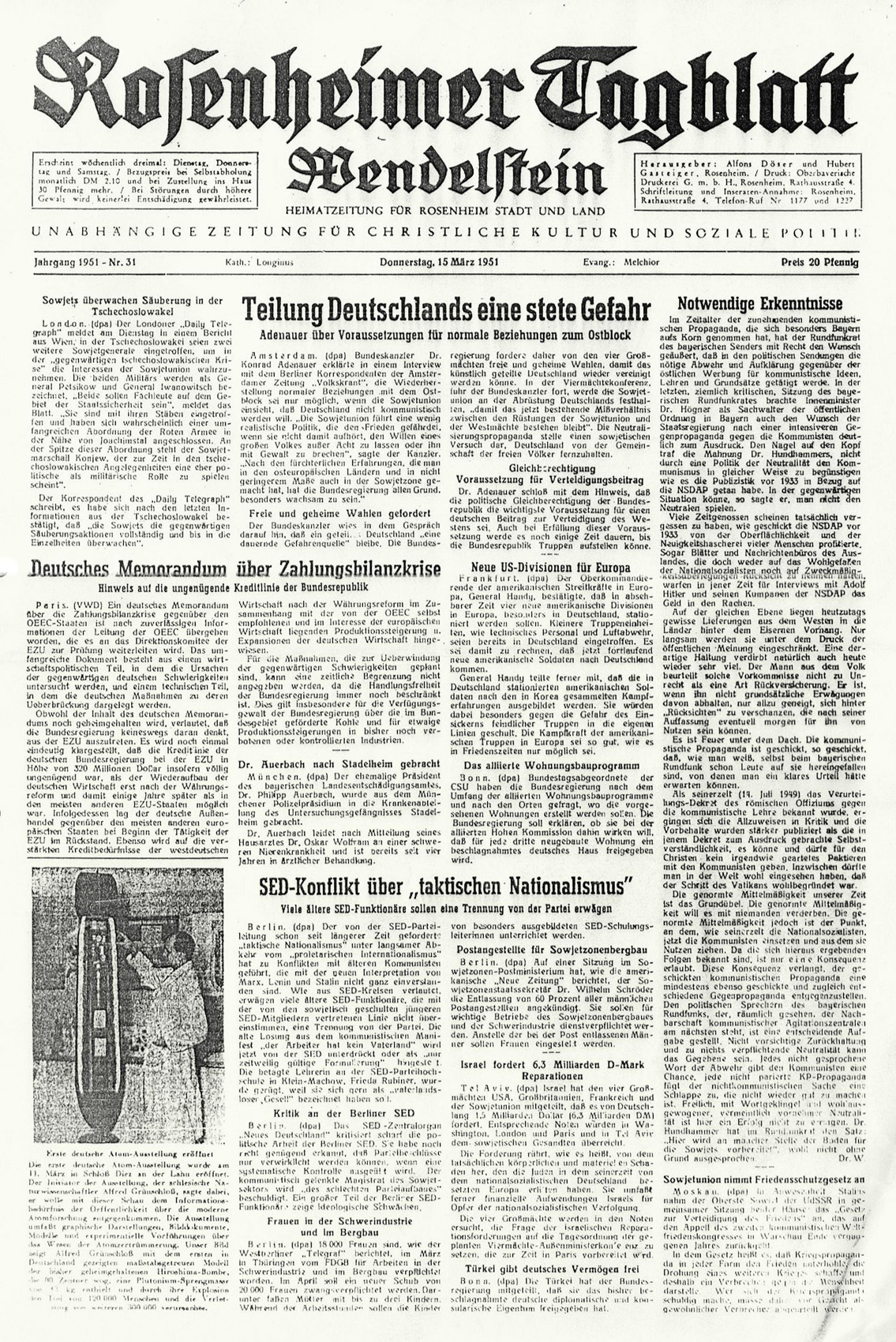
Wendelstein – letzte Ausgabe

Nach der Aufhebung des Lizenzzwangs im Pressewesen erschienen überall in Bayern neben den ab 1945 durch die Amerikaner lizenzierten Regionalzeitungen wieder lokale Zeitungstitel. In Rosenheim gab die Wendelstein-Druckerei ab 1. Oktober 1949 wieder das Rosenheimer Tagblatt Wendelstein heraus. Neuer Chefredakteur war Conrad Adlmaier, ein ehemaliger Journalist der Bayerischen Volkspartei (BVP). Das Rosenheimer Tagblatt Wendelstein erschien dreimal wöchentlich. Nebenausgaben wurden in Bad Aibling, Kolbermoor und Prien herausgegeben. Diese Blätter traten nun als Konkurrenz zu der 1945 in Rosenheim gegründeten Regionalzeitung Oberbayerisches Volksblatt auf. Während andere Regionalzeitungen wie der ebenfalls 1945 gegründete Reichenhaller Südostkurier sich gegenüber den wiedergegründeten Lokalblättern nicht behaupten konnten, entschloss sich die Verlagsleitung des Oberbayerischen Volksblatts 1951 zur Kooperation mit der Wendelstein-Druckerei. Diese erhielt als Teilhaber 25 Prozent – später erhöht auf 33 Prozent – am Verlag des Oberbayerischen Volksblatts und stellte im Gegenzug das Konkurrenzblatt Rosenheimer Tagblatt Wendelstein ein. Die letzte Wendelstein-Ausgabe erschien am 15. März 1951. 